# Леб'яжий (Маріїнський округ)
Леб'я́жий (рос. Лебяжий) — селище у складі Маріїнського округу Кемеровської області, Росія.

## Населення
Населення — 333 особи (2010; 356 у 2002).
Національний склад (станом на 2002 рік):
- росіяни — 95 %